# Central Avenue (Myrtle Avenue Line)
Central Avenue is een station van de metro van New York aan de Myrtle Avenue Line in Brooklyn. Het station is geopend in 1914. Lijn  maakt gebruik van dit station.
 ·  ·  ·  ·  ·  ·  ·  ·  · 